# Rejon sławucki
Rejon sławucki – dawna jednostka administracyjna wchodząca w skład obwodu chmielnickiego Ukrainy, zlikwidowana w wyniku reformy administracyjno-terytorialnej 19 lipca 2020 roku.
Rejon utworzony w 1937 na terenie części dawnych powiatów ostrogskiego i zasławskiego, miał powierzchnię 1170 km² i liczył około 29 tysięcy mieszkańców. Siedzibą władz rejonu było miasto Sławuta.
Na terenie rejonu znajdowały się: jedna miejska rada i 36 silskich rad, obejmujących w sumie 79 miejscowości.

## Miejscowości rejonu
- Annopol (Глинники)
- Barbarówka (Варварівка)
- Berezdów (Берездів)
- (Бачманівка)
- (Бесідки)
- Chorostek (Хоросток)
- Chorowiec (Хоровець)
- Chwoszczówka (Хоровиця)
- (Цвітоха)
- Diaków (Дяків)
- Dosin (Досін)
- (Дідова Гора)
- Dołżek[3] (Довжки)
- (Дятилівка)
- (Ганнопіль)
- (Голики)
- (Гориця)
- (Губельці)
- (Гута)
- Hołowle (Головлі)
- (Хвощівка)
- (Хоняків)
- (Іванівка)
- Jabłonówka (Яблунівка)[4]
- (Кам'янка)
- Kilikijów (Киликиїв)
- (Клепачі)
- Kołomla[5] (Колом'є)
- Komarówka (Комарівка)
- (Красносілка)
- Krasnystaw (Красностав)[6]
- Krupiec (Крупець)
- (Кутки)
- Koniaków
- (Лисиче)
- (Малий Скнит)
- (Манятин)
- (Миньківці)
- Mirutyn (Мирутин)
- (Михайлівка)
- (Модестівка)
- (Мухарів)
- Maraczówka (Марачівка)
- (Нараївка)
- (Нижні Головлі)
- (Новий Кривин)
- (Ногачівка)
- Paszuky[7] (Пашуки)
- (Перемишель)
- (Печиводи)
- (Піддубці)
- Płoska[8] (Плоска)
- (Полянь)
- (Понора)
- (Потереба)
- Prawutyn Mały (Малий Правутин)
- Prawutyn Wielki (Великий Правутин)
- (Прикордонна Улашанівка)
- (Пузирки)
- (Рівки)
- (Романіни)
- (Селичів)
- (Соснівка)
- (Ставичани)
- (Стригани)
- (Сьомаки)
- Sławuta (Славута)
- Stary Krzewin (Старий Кривин)
- (Шагова)
- (Шатерники)
- (Шевченка)
- (Ташки)
- (Тростянець)
- (Улашанівка)
- (Улянівка)
- (Вачів)
- (Великий Скнит)
- (Веселинівка)
- (Волиця)
- (Зубівщина)
- Żuków (Жуків)